# Dave Ogilvie
Dave Ogilvie är en kanadensisk skivproducent och musiker. Han är väl ansedd inom industrialgenren, och är förknippad med grupper som Skinny Puppy, Marilyn Manson och Jakalope.

Han är känd under namnet Rave, men ska inte blandas ihop med Dave Desroches, som brukar kallas på scen för Dave Rave, eller Kevin Ogilvie (alias Ogre) i Skinny Puppy.
Ogilvie har mixat åt bland andra Nine Inch Nails, Marilyn Manson och David Bowie med flera.